# Phytomyza ceylonensis
Phytomyza ceylonensis este o specie de muște din genul Phytomyza, familia Agromyzidae, descrisă de Spencer în anul 1975.
Este endemică în Sri Lanka. Conform Catalogue of Life specia Phytomyza ceylonensis nu are subspecii cunoscute.